# Oi! Gio
Oi! Giò è un singolo del gruppo street punk italiano Los Fastidios.

## Tracce
1. Oi! Giò
2. No Politica
3. Birra, Oi! e Divertimento (live a "Espressionente Festival" - Sona - VR - 13/07/1996)

## Formazione
- Enrico (Voce)
- Sebi (Chitarra/Voce)
- Mendez (Basso)
- Luca/Andrea (Batteria)
- Folco/Mono (Cori)